# Nicholas Pike
Nicholas Pike   (Water Orton, 1955) és un músic anglès que ha desenvolupat la seva carrera com a compositor de bandes sonores de cinema i televisió.

## Carrera
Va començar la seva carrera musical a 7 anys a la Canterbury Choir School i posteriorment es va traslladar a Ciutat del Cap, Sud-àfrica, a l'edat de 10 anys, on va continuar en la música convertint-se en cap de cor de la St. George's Grammar School, el cor de la catedral i tocant la flauta amb l'Orquestra Simfònica de Ciutat del Cap als 15 anys. També va ser membre de l'emblemàtic grup de rock Hammak. A 17 anys va marxar a estudiar flauta i composició a Boston a la Berklee School of Music i després es va traslladar a la ciutat de Nova York. També va gravar i llançar l'àlbum Waterlilies amb la percussionista brasilera Nana Vasconcelos i el virtuós de la guitarra Bill Connors. Va dirigir i gravar la seva suite "Master Harold and the Boys" amb l'Orquestra Simfònica de Londres, que es basava en l'obra homònima d'Athol Fugard de l'època de l'apartheid.
Com a compositor de cinema ha escrit per a projectes que van des de The Shining de Stephen King fins al Captain Ron de Disney, així com pel·lícules d'animació com The Prince and the Pauper de Disney. Els premis inclouen el Premi Elmer Bernstein per la seva partitura a Love Object al Festival de Cine de Woodstock, el Premi a la Millor Música del Festival de Cinema Fantàstic de Sitges per la seva partitura a Critters 2 i l'Emmy a la música original per al Documental de HBO In Tahrir Square sobre els inicis de la Primavera Àrab.
També ha escrit música per a vídeos musicals com ara "Ghost" i "You Rock My World" de Michael Jackson, "Too Legit To Quit" de MC Hammer i "Here Comes The Hammer" i el "Wild Wild West" de Will Smith. Més recentment, va compondre la partitura d'una història de Steven Spielberg, que forma part de la nova Amazing Stories per a Apple, a més de compondre i produir una peça operística interpretada per Ana María Martínez per al proper documental  Viva Verdi. Pike va compondre el primer episodi de la sèrie d'Apple TV+ Amazing Stories).

## Filmografia
| Any  | Títol                         | Director            | Productora(s)                                                   | Notes                |
| ---- | ----------------------------- | ------------------- | --------------------------------------------------------------- | -------------------- |
| 1987 | Graveyard Shift               | Jerry Ciccoritti    | Cinema Ventures                                                 | N/D                  |
| 1988 | Critters 2                    | Mick Garris         | New Line Cinema                                                 | N/D                  |
| 1989 | C.H.U.D. II: Bud the C.H.U.D. | David K. Irving     | Vestron Pictures                                                | N/D                  |
| 1990 | Mission Manila                | Peter Mackenzie     | M.C.E.G.                                                        | N/D                  |
| 1992 | Somnàmbuls                    | Mick Garris         | Columbia Pictures                                               | N/D                  |
| 1992 | Capità Ron                    | Thom Eberhardt      | Touchstone Pictures                                             | N/D                  |
| 1994 | Blank Check                   | Rupert Wainwright   | Walt Disney Pictures                                            | N/D                  |
| 1996 | Michael Jackson's Ghosts      | Stan Winston        | MJJ Productions Kingdom Entertainment                           | Direct-to-video film |
| 1997 | Star Kid                      | Manny Coto          | Trimark Pictures                                                | N/D                  |
| 1998 | The Sadness of Sex            | Rupert Wainwright   | FilmWorks Entertainment                                         | N/D                  |
| 1999 | Delivered                     | Guy Ferland         | Edie Films                                                      | N/D                  |
| 2000 | Return to Me                  | Bonnie Hunt         | Metro-Goldwyn-Mayer                                             | N/D                  |
| 2002 | Virginia's Run                | Peter Markle        | Knightscove Entertainment Holedigger Films                      | N/D                  |
| 2002 | FeardotCom                    | William Malone      | Franchise Pictures MDP Worldwide                                | N/D                  |
| 2003 | Love Object                   | Robert Parigi       | Lolo Film Visionbox Pictures Catapult Films Base 12 Productions | N/D                  |
| 2003 | The I Inside                  | Roland Suso Richter | Miramax Films                                                   | N/D                  |
| 2004 | Riding the Bullet             | Mick Garris         | Innovation Film Group                                           | N/D                  |
| 2005 | Checking Out                  | Jeff Hare           | FilmWorks Entertainment                                         | N/D                  |
| 2005 | The L.A. Riot Spectacular     | Marc Klasfeld       | Image Entertainment                                             | N/D                  |
| 2006 | Stephen King's Desperation    | Mick Garris         | Touchstone Television                                           | N/D                  |
| 2008 | Parasomnia                    | William Malone      | Luminous Processes Rising Storm Productions                     | N/D                  |
| 2009 | It's Alive                    | Josef Rusnak        | Millennium Films                                                | N/D                  |
| 2009 | Blood and Bone                | Ben Ramsey          | Cinema Management Group                                         | Direct-to-video film |
| 2009 | Wrong Turn at Tahoe           | Franck Khalfoun     | Paramount Famous Productions                                    | Direct-to-video film |
| 2013 | Devil May Call                | Jason Cuadrado      | Grindstone Entertainment Group                                  | N/D                  |
| 2014 | Rio 2                         | Carlos Saldanha     | Blue Sky Studios                                                | Orchestrator         |